# Guo Yihan
Guo Yihan (cinese: 郭奕含; Jilin, 9 marzo 1995) è una pattinatrice di short track cinese.

## Palmarès
- Campionati mondiali di short track

Seul 2016: argento nei 3000 m;
Rotterdam 2017: oro nella staffetta 3000 m;
- Universiade

Trentino: oro nei 1000 m;